# Barkol Shan
Der Barkol Shan liegt auf einer aktiven Verwerfungszone und bildet zusammen mit dem Karlik Tagh den östlichsten Bergkamm des  Tian-Shan-Gebirge in Ost-Xinjiang, China.
Er liegt in der Präfektur Kumul auf dem Gebiet des Kasachisch-Autonomen Kreises Barkol (巴里坤哈萨克自治县 Bālǐkūn Hāsàkè zìzhìxiàn) und erreicht Höhen über 4000 m. Der gleichnamige Hauptort Barkol (巴里坤镇), sowie der hypersaline Balikun-See liegen in einem Becken auf ca. 1500 m Höhe über dem Meeresspiegel an der Nordflanke des Gebirgszugs. Die Jahresdurchschnittstemperatur dort beträgt 1,0 °C und der mittlere Jahresniederschlag ca. 210 mm. Nördlich an dieses Becken schließen sich die Meiqinwula Berge an.